# Маюніе Сірен
Маюніе Гелена Маргарета Сірен-Еглунд (фін. Maynie Helena Margaretha Sirén-Englund, уроджена Смоландер, нар. 27 серпня 1924, Виборг — пом. 19 грудня 2003, Гельсінкі) — фінська співачка, контральт. 
Свою кар'єру розпочала у 1951 році, здебільшого співаючи шведською мовою. З 1958 року вона була одружена з композитором і піаністом Ейнаром Енглундом, який часто акомпанував їй на роялі.

## Кар'єра
Вона почала свою кар'єру перкусіоніста в 1951 році, але з роками все більше рухалася в напрямку співу. У 1960-х вона виступала на власних співочих вечорах у північних країнах та Радянському Союзі, часто акомпануючи собі на гітарі.
На Московському міжнародному співочому конкурсі в 1957 році вона завоювалу першу премію в класі легкої музики та другу премію в класі народних пісень.
Загалом за кар'єру Маюніе записала близько 90 пісень, включаючи шведський хіт 1950-х Muistatko Monrepos'n (Minns du Monrepos, 1956).
Маюніе Сірен померла 19 грудня 2003 року у Гельсінкі, похована у на Північному кладовищі у Вісбю.

## Особисте життя
Була двічі одружена, спочатку з Густавом Сіреном, а потім з Ейнаром Енглундом.

## Дискографія
- Visor från svenska Finland (1978)